# 一直在身边
《一直在身边》（日语：いつもそばに）是日本偶像倉持明日香的个人出道单曲。在2013年5月29日由avex entertainment发行。

## 概要
倉持明日香在所属组合AKB48的成员中，是继板野友美、前田敦子、岩佐美咲、渡邊麻友、指原莉乃、松井咲子、河西智美、柏木由紀、高桥南之后第十个个人出道的成员（包含现已不在组合中的成员）。
她在2012年秋季由日本中央竞马会（JRA）主办的「AKB48的真马2 复仇」优胜而得到此次发行单曲的机会。
在电视上的首次演出是2013年5月18日于富士电视台播放的《うまズキッ!》。
标题曲《一直在身边》由仓持明日香自己作词，令她成為继板野友美、北原里英、指原莉乃、河西智美之后，為AKB48的衍生組合及個人歌曲填詞的第五个成员。在AKB48 Group中，这是继走廊奔跑队的《抱紧我》之后第二次有秋元康之外的人为A面曲填词。

## 特典
针对One Coin盤将开展活动。
这个活动是竞猜由《YoungChampion》、《Friday》、《B.L.T.》、《週刊Playboy》、《Big Comic Spirits》这五家杂志社进行封面拍摄的五个形态的One Coin盤的销量排行的活动。
正确的猜中五种形态销量的排行，将有机会抽选与仓持明日香一起观看竞马比赛的机会。
在某些店铺，如果同时购买五种只有CD的单曲，将可以得到「倉持明日香亲笔 地址・签名・撰写评论明信片」寄送并收到的封入特典。

## 收录曲目

### Type-A
1. 一直在身边 [5:48]（いつもそばに）
（作詞：倉持明日香、作曲）
日本中央競馬會 東京優駿「7197頭分之1」篇广告曲[4]
2. 偶然的朋友 [4:34]（偶然の味方）
（作詞：秋元康、作曲：依光輝久、編曲：野中MASA雄一（日语：野中“まさ”雄一））
3. 向日葵 [4:17]
（作詞：秋元康、作曲：多胡邦夫（日语：多胡邦夫）、編曲：近田潔人）
4. 一直在身边 off vocal
5. 偶然的朋友 off vocal
6. 向日葵 off vocal

DVD
1. 一直在身边 Music video
2. Making of Kuramochi Asuka TV-CM Shooting

初回封入特典
- 交换卡（随机封入6种中的1种）

### One Coin盤 5形态 Type-1〜5
1. 一直在身边
2. 偶然的朋友
3. 一直在身边 off vocal
4. 偶然的朋友 off vocal

期間限定封入特典
- CD发行纪念活动参加用参加券